# Dominick Drexler
Dominick Drexler (ur. 26 maja 1990 w Bonn) – niemiecki piłkarz występujący na pozycji pomocnika w niemieckim klubie Schalke 04. Wychowanek Alemannii Aachen, w trakcie swojej kariery grał także w takich zespołach, jak Bayer Leverkusen II, Rot-Weiß Erfurt, Greuther Fürth, VfR Aalen, Holstein Kiel, Midtjylland oraz 1. FC Köln.